# Jetzendorf

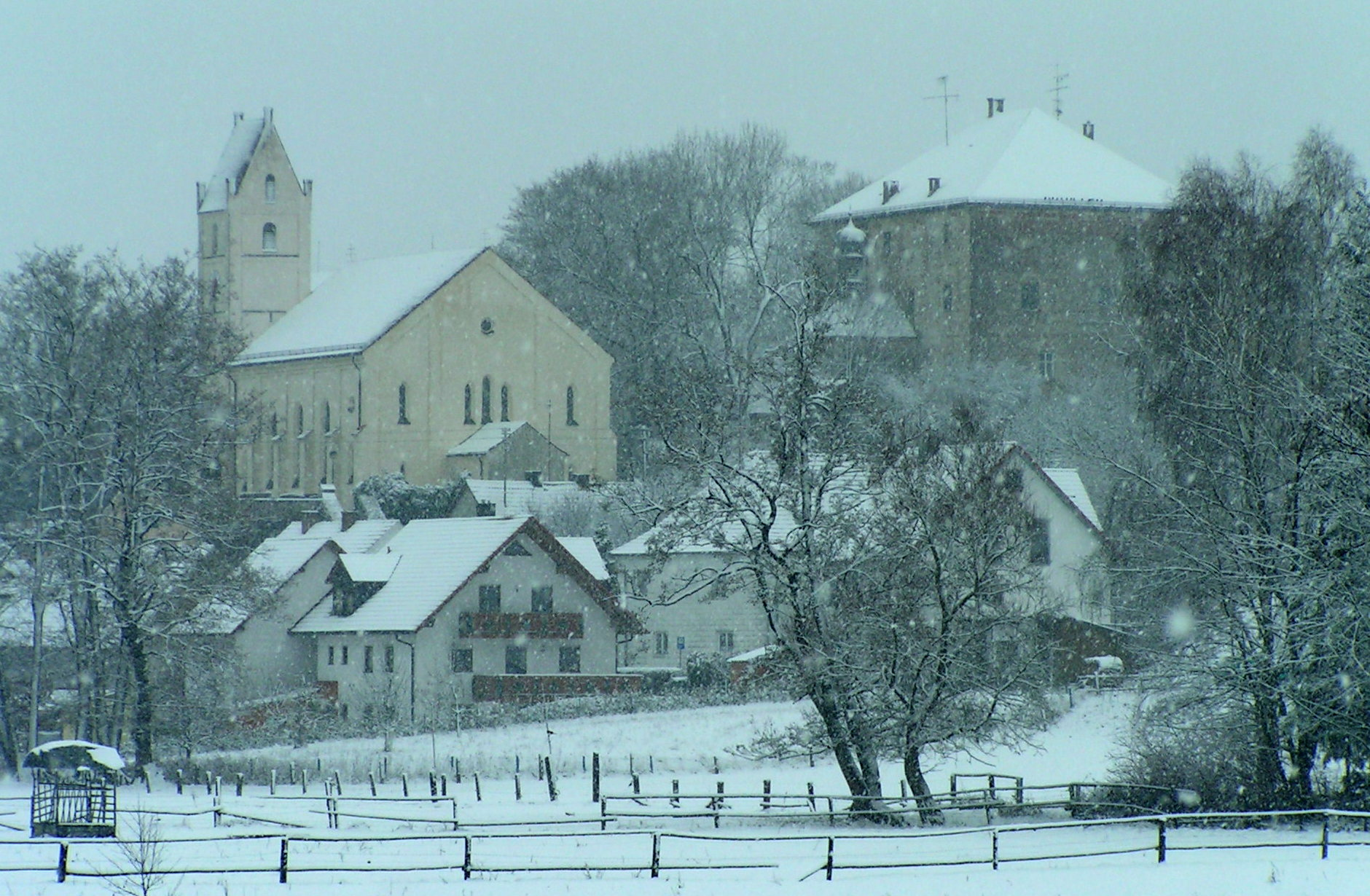
Kościół i zamek

Jetzendorf – miejscowość i gmina w Niemczech, w kraju związkowym Bawaria, w rejencji Górna Bawaria, w regionie Ingolstadt, w powiecie Pfaffenhofen an der Ilm. Leży około 12 km na południowy zachód od Pfaffenhofen an der Ilm, nad rzeką Ilm.

## Demografia
Dane o ludności z 31 grudnia 2008:
| Opis                                | Ogółem | Ogółem | Kobiety | Kobiety | Mężczyźni | Mężczyźni |
| ----------------------------------- | ------ | ------ | ------- | ------- | --------- | --------- |
| Jednostka                           | osób   | %      | osób    | %       | osób      | %         |
| Populacja                           | 2973   | 100    | 1478    | 49,71   | 1495      | 50,29     |
| Wiek przedprodukcyjny (0–17 lat)    | 612    | 20,59  | 289     | 9,72    | 323       | 10,86     |
| Wiek produkcyjny (18–65 lat)        | 1892   | 63,64  | 950     | 31,95   | 942       | 31,69     |
| Wiek poprodukcyjny (powyżej 65 lat) | 469    | 15,78  | 239     | 8,04    | 230       | 7,74      |

## Polityka
Wójtem gminy jest Richard Schnell z CSU, rada gminy składa się z 14 osób.
|      | CSU | SPD | PUWG | FB | WGL | Razem |
| 2008 | 6   | 1   | 5    | 1  | 1   | 14    |
| 2002 | 5   | 2   | 5    | 1  | 1   | 14    |